# Jody Watley
Jody Vanessa Watley (Chicago, 30 gennaio 1959) è una cantautrice e produttrice discografica statunitense.

## Biografia
Nata in Illinois, già in famiglia viene a contatto con la musica: sua madre è cantante e pianista, mentre il padre è pastore della Chiesa ma anche DJ. Il padrino è invece Jackie Wilson. Da ragazza si trasferisce a Los Angeles con la madre e debutta nel programma televisivo Soul Train. Tre anni dopo (1977) prende parte, come ballerina e cantante, del gruppo Shalamar, band della disco music negli anni '80 lanciata da Don Cornelius. Lascia gli Shalamar nel 1983 e si sposta per un paio di anni in Inghilterra.
Nel 1984 partecipa al progetto Band Aid.
Ritornata in America, firma un contratto con la MCA Records e pubblica un album eponimo nel marzo 1987, anticipato dal singolo Looking for a New Love. L'album si posiziona bene nelle classifiche e vende circa quattro milioni di copie nel mondo.
Nell'ambito dei Grammy Awards 1988, vince il premio nella categoria Grammy Award al miglior artista esordiente e riceve la nomination anche nella categoria "miglior interpretazione R&B vocale femminile".
Nella primavera del 1989 pubblica il suo secondo album, Larger than Life. Anche questo disco ottiene un grande successo non solo negli Stati Uniti ed è conosciuto per i brani Real Love, Friends (feat. Eric B. & Rakim) e Everything. Tutti i brani del disco sono stati scritti insieme a André Cymone, già collaboratore di Jody nel primo album.
Il video del brano Real Love, diretto da David Fincher, riceve ben sette candidature agli MTV Video Music Awards nell'estate 1989.
Nel frattempo l'artista si dedica anche al mondo della moda: appare su diverse rivista fotografata prima da Francesco Scavullo e poi da Matthew Rolston, Steven Meisel e Victor Skrebneski.
Dopo aver prodotto due album dance, nel 1991 pubblica un disco soul/R&B con temi più introspettivi dal titolo Affairs of the Heart, che però non replica il successo dei precedenti lavori. Collabora con Henry Mancini registrando un brano (It's All There) per il film Switch.
Nel novembre 1993 viene diffuso il quarto album Intimacy. Uno dei brani più importanti presenti in questo disco è Ecstasy, prodotto da David Morales.
Dopo essersi separata dalla MCA Records, realizza e pubblica per l'etichetta indipendente dal lei gestita Avitone Records, il suo quinto disco Affection (luglio 1995).
Nel 1996 interpreta Betty Rizzo nel musical Grease di scena al teatro di Broadway (è la prima artista afroamericana a interpretare questo ruolo). Al contempo collabora in studio con Babyface e LL Cool J per This Is for the Lover in You (rifacimento del brano degli Shalamar) e pubblica un Greatest Hits (febbraio 1996).

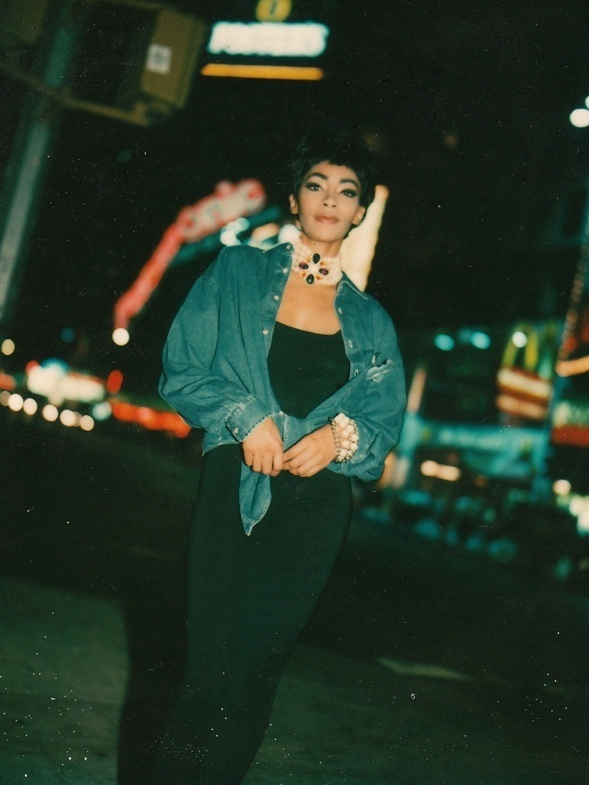
Jody Watley nel 1991

Nel marzo 1998 pubblica Flower (Atlantic Records), seguito nel giro di un anno da The Saturday Night Experience (novembre 1999, distribuito solo in Giappone).
Nel 2001 è la volta di Midnight Lounge, originariamente pubblicato solo in Giappone e poi distribuito anche negli Stati Uniti ed in altri Paesi dal marzo 2003.
Il nono album The Makeover, pubblicato nell'agosto 2006, viene prodotto da diversi importanti DJ come King Britt, 4hero e DJ Spinna. Il disco contiene anche nuove versioni di vecchi brani.

## Influenze musicali
Tra le sue influenze musicali vi sono Diana Ross, Marvin Gaye, Stevie Wonder, The Jackson 5, Prince e Nancy Wilson.

## Discografia
Album studio
- Jody Watley (1987)
- Larger Than Life (1989)
- Affairs of the Heart (1991)
- Intimacy (1993)
- Affection (1995)
- Flower (1998)
- The Saturday Night Experience (1999)
- Midnight Lounge (2001)
- The Makeover (2006)

Live
- Super Hits Live (2007)

Raccolte
- Greatest Hits (1996)
- 20th Century Masters - The Millennium Collection: The Best of Jody Watley (2000)

Remix
- You Wanna Dance with Me? (1989)
- Remixes of Love (1994)